# Nordötakahe
Nordötakahe (Porphyrio mantelli) är en utdöd fågel i familjen rallar som förekom i Nya Zeeland,

## Utbredning och systematik
Fågeln förekom tidigare på Nordön och är känd från flera benlämningar och en möjlig observation 1894. 
Tidigare betraktades nordö- och sydötakahe som samma art, men studier visar att den och sydötakahen utvecklas var för sig från flygförmögna förfäder.

## Utseende
Nordötakahen verkar till och med varit större än sydötakahen och kan därför ha varit den största rallen i historisk tid.

## Namn
Fågelns vetenskapliga artnamn hedrar Walter Baldock Durant Mantell (1820–1895), brittisk amatörgeolog och naturforskare som bosatte sig i Nya Zeeland 1840 och grundade New Zealand Institute.